# السخنة (كوم حمادة)
قرية السخنة هي إحدى القرى التابعة لمركز كوم حمادة في محافظة البحيرة في جمهورية مصر العربية. حسب إحصاءات سنة 2006، بلغ إجمالي السكان في السخنة 5614 نسمة، منهم 3096 رجل و2518 امرأة.